# Clássico (álbum)
Clássico é um álbum ao vivo gravado pelas duplas sertanejas Bruno & Marrone e Chitãozinho & Xororó em 1, 2 e 3 de abril de 2016 no Espaço das Américas, em São Paulo, e lançado em 11 de novembro do mesmo ano em CD e DVD pela gravadora Universal Music.
O álbum registra a turnê conjunta realizada pelas duplas desde 2015 e idealizada em 2013, quando dividiram o palco no encerramento da tradicional Festa do Peão de Barretos daquele ano. Entre os principais sucessos, se apresentam três inéditas: "Você Me Trocou" (lançada como primeiro single), "Eu Vou Te Esquecer" e "Palavras São Palavras".

## Faixas
| Vol. 1         |                                                                          | |         |  |
| N.º            | Título                                                                   | Compositor(es)                                                                                       | Duração |  |
| 1.             | "Instrumental / Página de Amigos"                                        | Alexandre / Cláudio Paladini / Eduardo Borges de Souza / Rick                                        | 5ː09    |  |
| 2.             | "Inevitável"                                                             | Zeh Enrique                                                                                          | 3ː46    |  |
| 3.             | "Choram as Rosas (Lloran Las Rosas)"                                     | Alfredo Matheus                                                                                      | 3ː42    |  |
| 4.             | "Deixei de Ser Cowboy Por Ela"                                           | Chitãozinho / Xororó / Darci Rossi / Di César                                                        | 3ː14    |  |
| 5.             | "Alô"                                                                    | Fátima Leão / Feio                                                                                   | 3ː24    |  |
| 6.             | "Vidro Fumê"                                                             | Carlos Colla / Kaliman Chiappini                                                                     | 3ː29    |  |
| 7.             | "Deixa"                                                                  | Bruno / Vinícius Leão                                                                                | 2ː18    |  |
| 8.             | "Sinônimos"                                                              | César Augusto / Cláudio Noam / Paulo Sérgio                                                          | 5ː17    |  |
| 9.             | "Se Deus Me Ouvisse"                                                     | Almir Rogerio                                                                                        | 4ː02    |  |
| 10.            | "Você Me Trocou"                                                         | Cristhyan Ribeiro / Rafael Torres                                                                    | 3ː14    |  |
| 11.            | "Amor Não Vai Faltar"                                                    | Marco / Mario                                                                                        | 3ː20    |  |
| 12.            | "Homem do Meu Tempo"                                                     | Paulo de Souza / Paulo Resende                                                                       | 5ː07    |  |
| 13.            | "Pago Dobrado / Uma Mulher e Dois Homens / Faz Um Ano / Estrada da Vida" | Darci Rossi / Gilvanny G. Borges / Itamaracá / José Alves dos Santos / Marciano / Miltinho Rodrigues | 6ː25    |  |
| 14.            | "60 Dias Apaixonado"                                                     | Constantino Mendes / Darci Rossi                                                                     | 2ː10    |  |
| Duração total: | Duração total:                                                           | Duração total:                                                                                       | 57:27   |  |

| Vol. 2         |                                                         |                                                    |         |  |
| N.º            | Título                                                  | Compositor(es)                                     | Duração |  |
| 1.             | "Vá Pro Inferno Com Seu Amor / Galopeira (Galopera)"    | Maurício Cardozo Ocampo                            | 5ː28    |  |
| 2.             | "Agora (Ahora)"                                         | Alberto Plaza / Jaime Ciero                        | 4ː07    |  |
| 3.             | "Isso Cê Não Conta"                                     | Caco Nogueira / Douglas Cezar / Thiago Teg         | 2ː41    |  |
| 4.             | "Palavras São Palavras"                                 | Carlos Randall / Chitãozinho / Xororó / Danimar    | 3ː43    |  |
| 5.             | "Eu Vou Te Esquecer"                                    | Jairo Goes / Marcelo Martins                       | 3ː51    |  |
| 6.             | "Fio de Cabelo"                                         | Darci Rossi / Marciano                             | 2ː51    |  |
| 7.             | "Evidências"                                            | José Augusto / Paulo Sérgio Valle                  | 5ː44    |  |
| 8.             | "Por Um Minuto (Por Un Minuto)"                         | Alessio Lorenzi /G. Santandrea / J. Capdevilla     | 4ː48    |  |
| 9.             | "Fruto Especial / Vida Vazia"                           | Bruno / Felipe / Fátima Leão / Netto               | 3ː35    |  |
| 10.            | "Amor de Carnaval / Um Bom Perdedor (Un Buen Perdedor)" | Bruno / Franco de Vita / Marcelo Justino de Moraes | 4ː32    |  |
| 11.            | "Dormi na Praça"                                        | Fátima Leão / Elias Muniz                          | 2ː43    |  |
| 12.            | "Boate Azul / Ainda Ontem Chorei de Saudade"            | Benedito Seviero / Moacyr Franco / Tomaz           | 3ː32    |  |
| 13.            | "Nascemos Pra Cantar (Shambala)"                        | Danny Moore                                        | 4ː03    |  |
| 14.            | "Força Estranha"                                        | Caetano Veloso                                     | 4ː39    |  |
| Duração total: | Duração total:                                          | Duração total:                                     | 46:10   |  |

| DVD            |                                                                          | |         |  |
| N.º            | Título                                                                   | Compositor(es)                                                                                       | Duração |  |
| 1.             | "Instrumental / Página de Amigos"                                        | Alexandre / Cláudio Paladini / Eduardo Borges de Souza / Rick                                        | 5ː09    |  |
| 2.             | "Inevitável"                                                             | Zeh Enrique                                                                                          | 3ː46    |  |
| 3.             | "Choram as Rosas (Lloran Las Rosas)"                                     | Alfredo Matheus                                                                                      | 3ː42    |  |
| 4.             | "Deixei de Ser Cowboy Por Ela"                                           | Chitãozinho / Xororó / Darci Rossi / Di César                                                        | 3ː14    |  |
| 5.             | "Alô"                                                                    | Fátima Leão / Feio                                                                                   | 3ː24    |  |
| 6.             | "Vidro Fumê"                                                             | Carlos Colla / Kaliman Chiappini                                                                     | 3ː29    |  |
| 7.             | "Deixa"                                                                  | Bruno / Vinícius Leão                                                                                | 2ː18    |  |
| 8.             | "Sinônimos"                                                              | César Augusto / Cláudio Noam / Paulo Sérgio                                                          | 5ː17    |  |
| 9.             | "Se Deus Me Ouvisse"                                                     | Almir Rogerio                                                                                        | 4ː02    |  |
| 10.            | "Você Me Trocou"                                                         | Cristhyan Ribeiro / Rafael Torres                                                                    | 3ː14    |  |
| 11.            | "Amor Não Vai Faltar"                                                    | Marco / Mario                                                                                        | 3ː20    |  |
| 12.            | "Homem do Meu Tempo"                                                     | Paulo de Souza / Paulo Resende                                                                       | 5ː07    |  |
| 13.            | "Pago Dobrado / Uma Mulher e Dois Homens / Faz Um Ano / Estrada da Vida" | Darci Rossi / Gilvanny G. Borges / Itamaracá / José Alves dos Santos / Marciano / Miltinho Rodrigues | 6ː25    |  |
| 14.            | "60 Dias Apaixonado"                                                     | Constantino Mendes / Darci Rossi                                                                     | 2ː10    |  |
| 15.            | "Vá Pro Inferno Com Seu Amor / Galopeira (Galopera)"                     | Maurício Cardozo Ocampo                                                                              | 5ː28    |  |
| 16.            | "Agora (Ahora)"                                                          | Alberto Plaza / Jaime Ciero                                                                          | 4ː07    |  |
| 17.            | "Isso Cê Não Conta"                                                      | Caco Nogueira / Douglas Cezar / Thiago Teg                                                           | 2ː41    |  |
| 18.            | "Palavras São Palavras"                                                  | Carlos Randall / Chitãozinho / Xororó / Danimar                                                      | 3ː43    |  |
| 19.            | "Eu Vou Te Esquecer"                                                     | Jairo Goes / Marcelo Martins                                                                         | 3ː51    |  |
| 20.            | "Fio de Cabelo"                                                          | Darci Rossi / Marciano                                                                               | 2ː51    |  |
| 21.            | "Evidências"                                                             | José Augusto / Paulo Sérgio Valle                                                                    | 5ː44    |  |
| 22.            | "Por Um Minuto (Por Un Minuto)"                                          | Alessio Lorenzi /G. Santandrea / J. Capdevilla                                                       | 4ː48    |  |
| 23.            | "Fruto Especial / Vida Vazia"                                            | Bruno / Felipe / Fátima Leão / Netto                                                                 | 3ː35    |  |
| 24.            | "Amor de Carnaval / Um Bom Perdedor (Un Buen Perdedor)"                  | Bruno / Franco de Vita / Marcelo Justino de Moraes                                                   | 4ː32    |  |
| 25.            | "Dormi na Praça"                                                         | Fátima Leão / Elias Muniz                                                                            | 2ː43    |  |
| 26.            | "Boate Azul / Ainda Ontem Chorei de Saudade"                             | Benedito Seviero / Moacyr Franco / Tomaz                                                             | 3ː32    |  |
| 27.            | "Nascemos Pra Cantar (Shambala)"                                         | Danny Moore                                                                                          | 4ː03    |  |
| 28.            | "Força Estranha"                                                         | Caetano Veloso                                                                                       | 4ː39    |  |
| Duração total: | Duração total:                                                           | Duração total:                                                                                       | 1:50:00 |  |